# Liste von Persönlichkeiten der Stadt Chomutov
Die Liste von Persönlichkeiten der Stadt Chomutov enthält Personen, die in der Geschichte der tschechischen Stadt Chomutov (deutsch: Komotau) eine nachhaltige Rolle gespielt haben. Es handelt sich dabei um Ehrenbürger und Persönlichkeiten, die hier geboren sind oder hier gewirkt haben.
Für die Persönlichkeiten aus den nach Chomutov eingemeindeten Ortschaften siehe auch die entsprechenden Ortsartikel.

## Ehrenbürger
- 1910: Anton August Naaf (1850–1918), Dichter, Schriftsteller und Herausgeber

## Söhne und Töchter der Stadt

### 1401–1900
- Matthäus Aurogallus (1490–1543), Historiker, Sprachwissenschaftler und Hebraist
- Johann Jacob von Weingarten (1629–1701), Jurist
- Franz Josef von Gerstner (1756–1832), deutsch-böhmischer Mathematiker und Physiker
- Václav Karel Bedřich Zenger (1830–1908), tschechischer Physiker, Meteorologe, Professor und Rektor der Tschechischen Technischen Universität in Prag
- Raimund Stillfried von Rathenitz (1839–1911), österreichischer Offizier, Maler und Fotograf
- Franz Höfer von Feldsturm (1861–1918), Feldmarschalleutnant der österreich-ungarischen Monarchie
- Josef Brechensbauer (1867–1945), sudetendeutscher Pädagoge und Heimatforscher
- Ludwig Knapp (1868–1925), österreichischer Gynäkologe[1]
- Josef Pilz (1870–1941), Lehrer und Schuldirektor, Archivar, Heimatforscher und Ehrenbürger der Stadt Neudek
- Anton Hermann Fassl (1876–1922), böhmischer Entomologe, Forschungsreisender und Insektenhändler
- Franz Dörfel (1879–1959), österreichischer Wirtschaftswissenschaftler
- Vinzenz Berger (1883–1974), deutscher Gartenamtsleiter und Pflanzenzüchter
- Franz Seyfferth (1891–?), Landrat
- Heinrich Feiler (1895–1969), deutscher Jurist und Landrat
- Oscar Klement (1897–1980), Lichenologe
- Robert Lindenbaum (1898–1979), sudetendeutscher Schriftsteller
- Ernst Fischer (1899–1972), österreichischer Schriftsteller und Politiker (KPÖ), Bildungsminister
- Hans Goldmann (1899–1991), österreichisch-schweizerischer Ophthalmologe und Erfinder
- Franz Nemetz (1899–1960), sudetendeutscher Politiker

### 1901–1945
- Karl Viererbl (1903–1945), Journalist und Politiker
- Irma Rosenberg (1909–2000), Schauspielerin und politische Aktivistin der Deutschen sozialdemokratischen Arbeiterpartei in der Tschechoslowakischen Republik
- Erich Heller (1911–1990), britischer Essayist
- Erich Wagner (1912–1959), deutsch-österreichischer SS-Sturmbannführer und Lagerarzt im KZ Buchenwald
- Josef Borst (1917–1985), Politiker (KPTsch/SED)
- Ernst Hassler (1922–2003), Autor
- Ernst Eichler (1925–2005), Eishockeyspieler und Vizepräsident des Deutschen Eishockey-Bundes (1984–88)
- Franz Emanuel Weinert (1930–2001), Psychologe
- Kurt Enz (1931–2004), Ingenieur, Filmtechniker und Fachpublizist
- Ruth Maria Kubitschek (1931–2024), deutsch-schweizerische Schauspielerin
- Edwin Kratschmer (* 1931), Schriftsteller und Literaturwissenschaftler
- Tomáš Frejka (1932–2022), Bevölkerungswissenschaftler
- Horst Löb (1932–2016), Physiker
- Jaroslav Tetiva (1932–2021), tschechoslowakischer Basketballspieler
- Ferdinand Eisenberger (1937–2009), Urologe
- Horst Schuldes (1939–2015), Eishockeyspieler
- Baldur Kirchner (1939–2023), Seminarleiter für Rhetorik, Dialektik und Ethik sowie Honorarprofessor für Unternehmensethik
- Helmut Herles (* 1940), Journalist und Publizist
- Rainer Holbe (1940–2025), Fernsehmoderator und Autor
- Helmut Müller (1940–2023), Landwirt und Politiker (CDU), Mitglied des Sächsischen Landtages
- Wolfgang Pippke (* 1943), Verwaltungswissenschaftler und Autor
- Uschi Nerke (* 1944), Architektin und Fernsehmoderatorin (u. a. Beat-Club)

### Ab 1946
- Vlastimil Harapes (1946–2024), Schauspieler, Balletttänzer, Regisseur und Choreograf
- Růžena Škodová-Davoodi (* 1948), Schach- und Basketballspielerin
- Zdeněk Beneš (* 1952), Historiker
- Vladimír Kýhos (* 1956), Eishockeyspieler und -trainer
- Petr Klíma (1964–2023), Eishockeyspieler, -trainer und -funktionär
- Jiří Kalous (* 1964), Eishockeyspieler und -trainer
- Miroslav Žižka (* 1964), Militärperson
- Petr Kopta (* 1965), Eishockeyspieler
- Richard Výborný (* 1971), Tischtennis-Nationalspieler
- Jaroslav Buchal (* 1974), Eishockeyspieler
- Patrik Gedeon (* 1975), Fußballspieler
- Petr Leška (* 1975), Eishockeyspieler
- Jiří Pospíšil (* 1975), Politiker und Jurist
- Marek Hilšer (* 1976), Arzt, Hochschullehrer und Politiker
- Pavla Rybová, geb. Hamáčková (* 1978), Stabhochspringerin
- Jaroslav Hafenrichter (* 1990), tschechisch-deutscher Eishockeyspieler
- Nikola Hofmanova (* 1991), österreichische Tennisspielerin
- Simona Kubová, geb. Baumrtová (* 1991), Schwimmerin

## Persönlichkeiten, die mit der Stadt in Verbindung stehen
- Ignaz Cornova (1740–1822), Priester, Historiker, Pädagoge und Dichter
- Rudolf Lössl (1872–1915), Politiker (Deutschradikale Partei), Gymnasialprofessor und Germanist, starb in Komotau
- Richard Gottlieb Wilhelm von Doderer (1876–1955), österreichischer Ingenieur und Industrieller
- Wilhelm Cavallar von Grabensprung (1889–1957), Ritter des Militär-Maria-Theresien-Ordens
- Karl Richard Adam (1899–1981), NSDAP-Kreisleiter